# Pierre-Albert Chapuisat
Pierre-Albert Chapuisat detto Gabet (Saint-Prex, 5 aprile 1948) è un allenatore di calcio ed ex calciatore svizzero, di ruolo libero. È padre dell'ex calciatore svizzero Stéphane Chapuisat.

## Carriera
Esordì come professionista nella squadra del Losanna, dove rimase quasi ininterrottamente per 10 anni, tra il 1966 e il 1976, quando venne ingaggiato dallo Zurigo, dove restò fino al 1984, e con il quale riuscì a vincere un campionato svizzero ed una Coppa di Lega.
Dopo essersi ritirato dall'attività agonistica nel 1987, intraprese la carriera di allenatore, che svolge tuttora, conducendo importanti squadre svizzere, tra le quali il Losanna, il Winterthur e il Sion.

## Palmarès

### Giocatore

#### Club
- Coppa Svizzera: 1

Losanna: 1980-1981